# Praga L
Praga L (Lehký) byl lehký až střední nákladní automobil vyráběný vyráběný Automobilním oddělením První českomoravské továrny na stroje v Praze-Libni v různých sériích v letech 1912 až 1936.

## Historie
První stroje vyrobené v letech 1912 až 1916 (1.-6. série) měly na rozměry vozu značně poddimenzovaný motor ze soudobě vyráběného vozu Praga Grand, převodovkou se čtyřmi rychlostmi vpřed a jednou vzad, spotřebou 35 l a 0,6 litru oleje na 100 km. 10 vozidel (včetně několika s hasičskými nástavbami) bylo vyrobeno roku 1912, 20 roku 1914, 10 roku 1915 a 21 roku 1916. Pořizovací cena vozu v roce 1914 byla 22 800 rakousko-uherských korun. U sedmé série z roku 1920 byl zvýšen výkon i spotřeba (38 l/100 km), vůz byl k dostání za 172 000 Kč. Bylo vyrobeno 100 kusů.
U sérií 8 až 10 z let 1923 až 1926 byl výkon motoru opět zvýšen a jeho cena klesla k hladině 100 000 korun. V letech 1923 až 1926 bylo vyrobeno 200 nebo 202 kusů. Navazující 11. série z roku 1926 měla opět zvýšený výkon, nyní na 40 koní, přičemž se zároveň podařilo snížit spotřebu na 100 km u benzínu na 36 litrů a oleje na 0,4 litru. Do roku 1931 jich bylo postaveno 1 870  nebo 1 891, včetně 20 tankových strojů a asi 20 hasičských vozů založených na chassis Pragy L.
V roce 1934 byla představena konečná série 10 vozů nazvaná LD, přičemž motor, který byl nyní přes 20 let starý, byl nakonec nahrazen moderním dieselovým motorem (vrtání 105 × 130 mm × zdvih). Spotřeba byla opět snížena na 18 – 20 litrů nafty/100 km. Náklaďák stál 111 000 korun. V roce 1936 byly postaveny další dva autobusy s totožnými technickými údaji.
V letech 1925 až 1930 licenčně vyráběla typ Praga L strojírenská firma Rába v maďarském Győru: vzniklo zde okolo 80 nákladních automobilů a kolem 140 autobusů  .

### Obrněné vozidlo Praga L
Roku 1921 vzniklo na chassis sedmé série Pragy L (L7) vůbec první obrněné vozidlo původní československé konstrukce. Autorem koncepce byl Ing. Hanč. Stroj vznikl v jediném exempláři a posléze bylo rozhodnuto, že nebude sériově vyráběn. Po armádních zkouškách stroje ve vojenském prostoru v Milovicích byl pak odstrojen od obrněné karosérie a přestavěn na osobní vůz.